# Тюрябеков Джура Ходжибекович
Джура Ходжибекович Тюрябеков (Тюрабеков) (1897, тепер Узбекистан — розстріляний 28 березня 1938, місто Ташкент, тепер Узбекистан) — радянський узбецький діяч, т.в.о. 1-го секретаря ЦК КП(б) Узбекистану, голова РНК Узбецької РСР. Член ЦВК Узбецької РСР.

## Життєпис
У 1919—1920 роках — чорнороб на залізниці в місті Ходженті.
Член РКП(б) з квітня 1919 року.
У 1921 році закінчив тримісячні курси політграмоти.
У 1921—1922 роках — організатор спілки бідноти «Кощі», завідувач відділу пропаганди Костокозського районного комітету РКП(б).
У 1923 році — районний продовольчий інспектор, партійний організатор районного комітету РКП(б).
У 1924—1927 роках — завідувач адміністративного відділу Ходжентського повітового виконавчого комітету та водночас відповідальний секретар Ходжентського Староміського партосередку, потім член партійної колегії Самаркандської обласної Контрольної комісії КП(б) Узбекистану.
У 1927—1929 роках — голова Ходжентської окружної Контрольної комісії КП(б) Узбекистану — робітничо-селянської інспекції.
У 1929—1930 роках — відповідальний секретар Андижанського окружного комітету КП(б) Узбекистану.
З 22 липня 1930 року — завідувач розподільчого відділу ЦК КП(б) Узбекистану. Потім працював в Раді народних комісарів Узбецької РСР.
У березні — червні 1934 року — завідувач відділу керівних партійних органів ЦК КП(б) Узбекистану.
4 червня 1934 — липень 1937 року — завідувач відділу радянсько-торговельних та фінансових органів ЦК КП(б) Узбекистану.
У липні — серпні 1937 року — заступник голови Ради народних комісарів Узбецької РСР.
У 1937 році увійшов до складу особливої трійки, створеної за наказом НКВС СРСР від 30 липня 1937 № 00447 і брав активну участь у сталінських репресіях.
У серпні — жовтні 1937 року — голова Ради народних комісарів Узбецької РСР.
З 5 по 21 вересня 1937 року — тимчасовий виконувач обов'язків 1-го секретаря ЦК КП(б) Узбекистану (за рішенням бюро ЦК КП(б) Узбекистану).
У 1937 році заарештований органами НКВС. 23 листопада 1937 року рішенням Бюро ЦК КП(б) Узбекистану виведений «з пленуму ЦК і з партії, як викритий ворог народу». У березні 1938 року засуджений до розстрілу, страчений 28 березня 1938 року.
Посмертно реабілітований.